# Dicarinoryctes apicalis
Dicarinoryctes apicalis är en stekelart som beskrevs av Braet och Van Achterberg 2001. Dicarinoryctes apicalis ingår i släktet Dicarinoryctes och familjen bracksteklar. Inga underarter finns listade i Catalogue of Life.